# Rudolf Nilsen

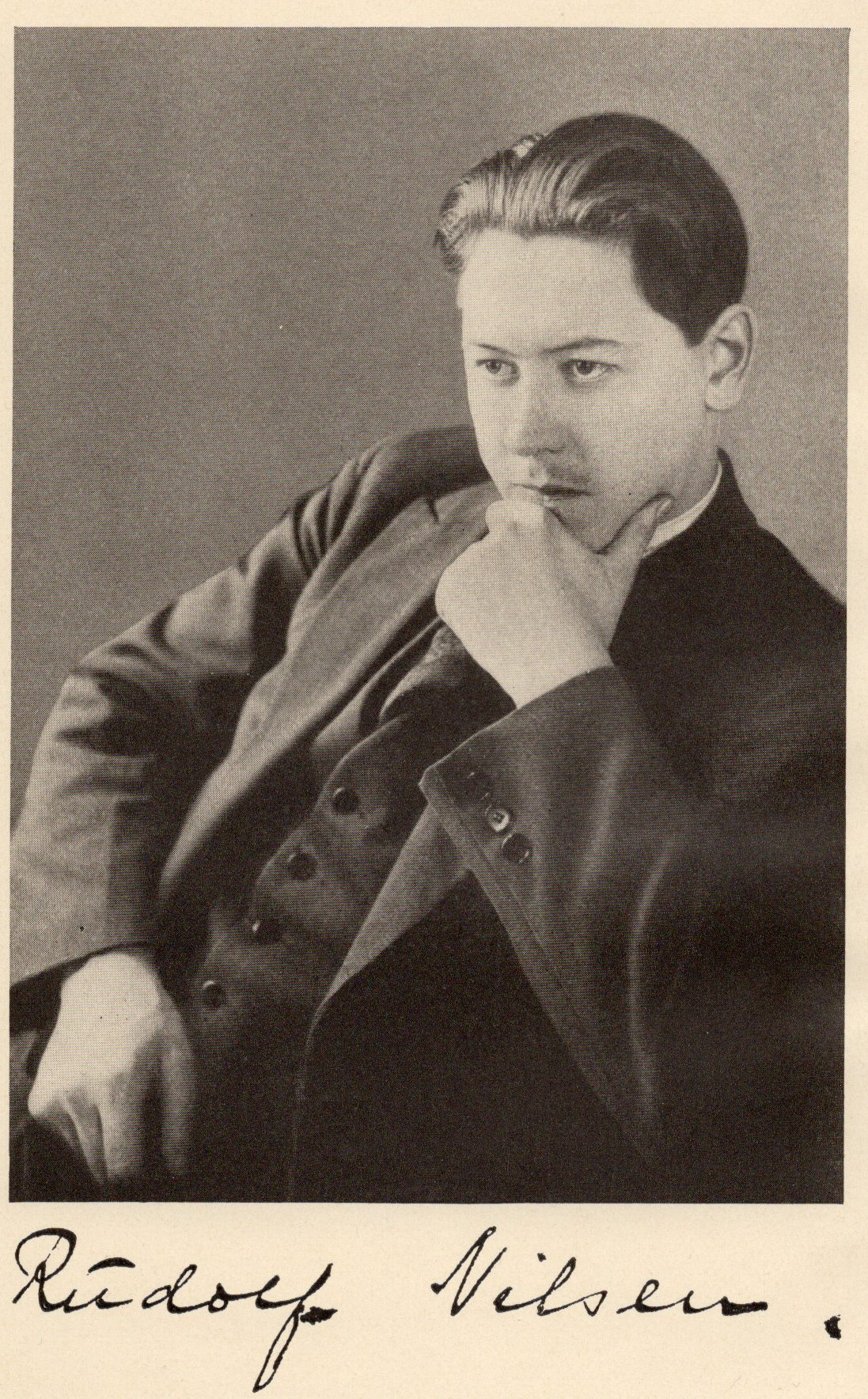
Rudolf Nilsen

Rudolf Nilsen (* 28. Februar 1901 in Kristiania, heute Oslo; † 23. April 1929 in Paris) war ein norwegischer Dichter der Arbeiterbewegung. Seine Gedichte sind oft von Klassenkampf geprägt, er schrieb aber auch romantische und unpolitische Gedichte über Oslo und seine Bewohner. Teilweise veröffentlichte er unter dem Pseudonym Rulle.

## Leben
Nilsen war der Sohn eines Metallarbeiters und wuchs in einem Arbeiterviertel im Osten Oslos auf. Zeitweise lebte er bei seinem Großvater, der vom Land stammte, und ihn stark beeinflusste. Zu Nilsens literarischen Vorbildern gehörten Nils Collett Vogt, Arnulf Øverland, Hans Hartvig Seedorff Pedersen und Henry Lawson.
Bereits in seiner Schulzeit veröffentlichte Nilsen Gedichte, in denen er sich auf die Seite der Russischen Revolution stellte. 1920 schloss er seine Schulausbildung mit dem Abitur ab. Danach hielt er Vorträge und arbeitete als Journalist für linke Zeitschriften. Er nahm auch an illegalen Hilfsaktionen für die Sowjetunion teil und wurde deshalb 1921 verhaftet.
1923 gehörte er zu den Begründern der Kommunistischen Partei Norwegens (NKP). Viele seiner Gedichte erschienen seitdem in der Parteizeitung Norges Komunistblad, für die er bis 1926 auch als Journalist arbeitete. Nilsens erste Buchveröffentlichung war På Stenngrunn, eine Sammlung von 23 Gedichten, die 1925 erschien und durch Werbung mitfinanziert werden musste. Wie auch in seinen späteren Veröffentlichungen thematisiert Nilsen darin das Leben der einfachen Leute, insbesondere in den Armenvierteln Oslos, und den Klassenkampf. Weitere Gedichtsammlungen erschienen nach seinem Tod 1926 und 1929. Als zwei der besten norwegischen Gedichte gelten die in På gjensyn 1926 erschienene Gedichte Nr. 13 und Revolutionens Røst.
Nilsen war von 1924 bis zu seinem Tod mit der Schauspielerin Ella Signe Quist Kristoffersen (später Ella Hval) verheiratet. Er starb bei der Rückkehr von einer Spanienreise an Tuberkulose.
1974 und 2001 erschienen Auswahlbände mit Prosaartikeln und Gedichten, die zuvor nur in Zeitschriften veröffentlicht worden waren.

## Werke
- På stengrunn (1925, Ny Tid)
- På gjensyn (1926, Ny Tid)

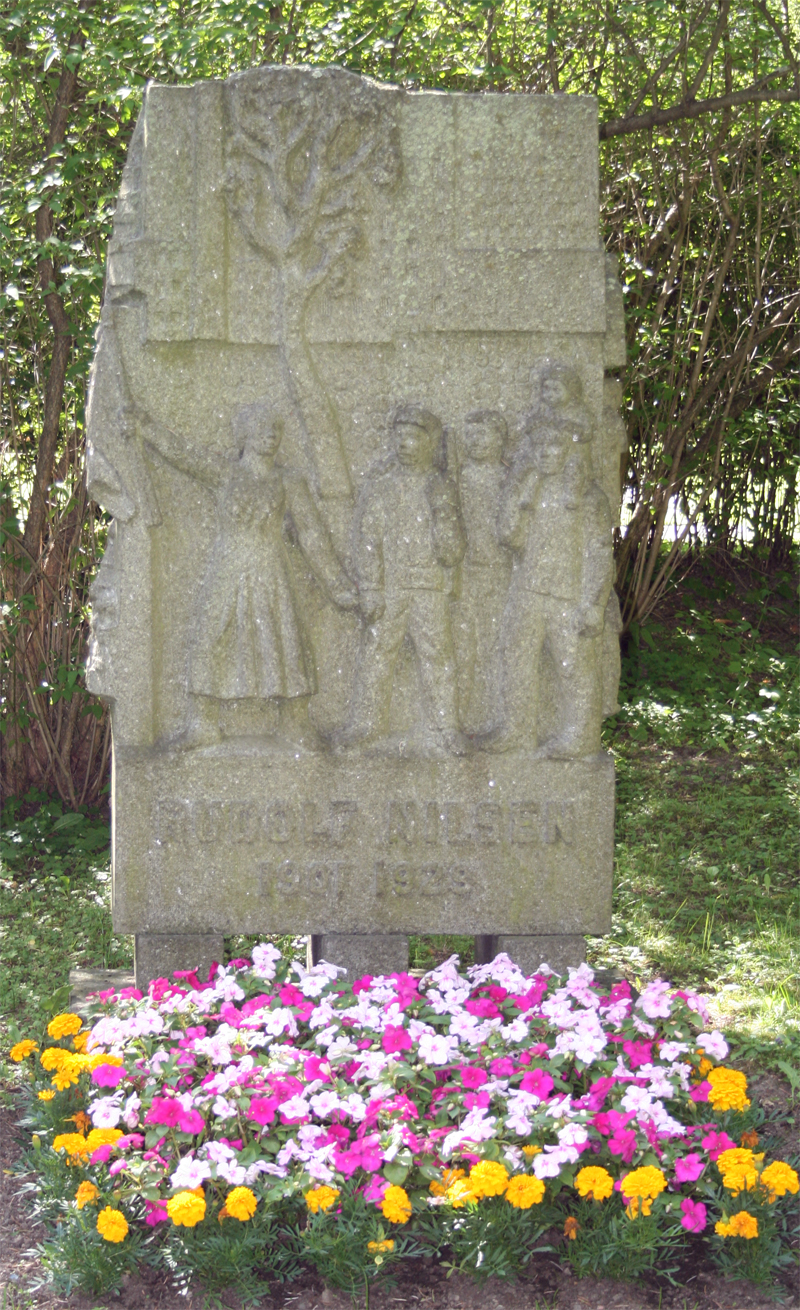
Rudolf Nilsens Grabstein

- Hverdagen (1929, postum, Gyldendal)
- Samlede dikt (1935, 2. Ausgabe 1946 mit Vorwort von Arnulf Øverland)
- Hilsen og håndslag (1974, posthum, Gyldendal)
- Rulle forteller : Rudolf Nilsens prosa i utvalg (1974)
- Hundreårsutgaven - Samlede og upubliserte dikt (2001)